# Amir Silah
Amir silah (gran mestre d'armes) fou un títol del sultanat mameluc.
L'amir silah dirigia els soldats (silahdariyya) i vigilava l'arsenal (silahkhana). A les cerimònies públiques portava les armes del sultà i les entregava al sobirà en combats i altres ocasions. No era considerat un càrrec alt al principi, però més tard va arribar a ser el segon en rang entre els amirs del sultanat.